# Nové rybníky u Hasiny
Nové rybníky u Hasiny jsou soustavou pěti nových rybníků vybudovaných mezi lety 2009 - 2015 na Libáňském potoce u vesnice Hasina, místní části města Rožďalovice v okrese Nymburk. Jednotlivé rybníky mají následující výměry vodní plochy (počítáno ve směru toku Libáňského potoka) - 5,7 ha rybník I; 0,4 ha rybník II; 2,3 ha rybník III; 0,4 ha rybník IV a 2,4 ha rybník V.  
Rybníky jsou využívány pro chov ryb a sportovní rybolov.

## Galerie

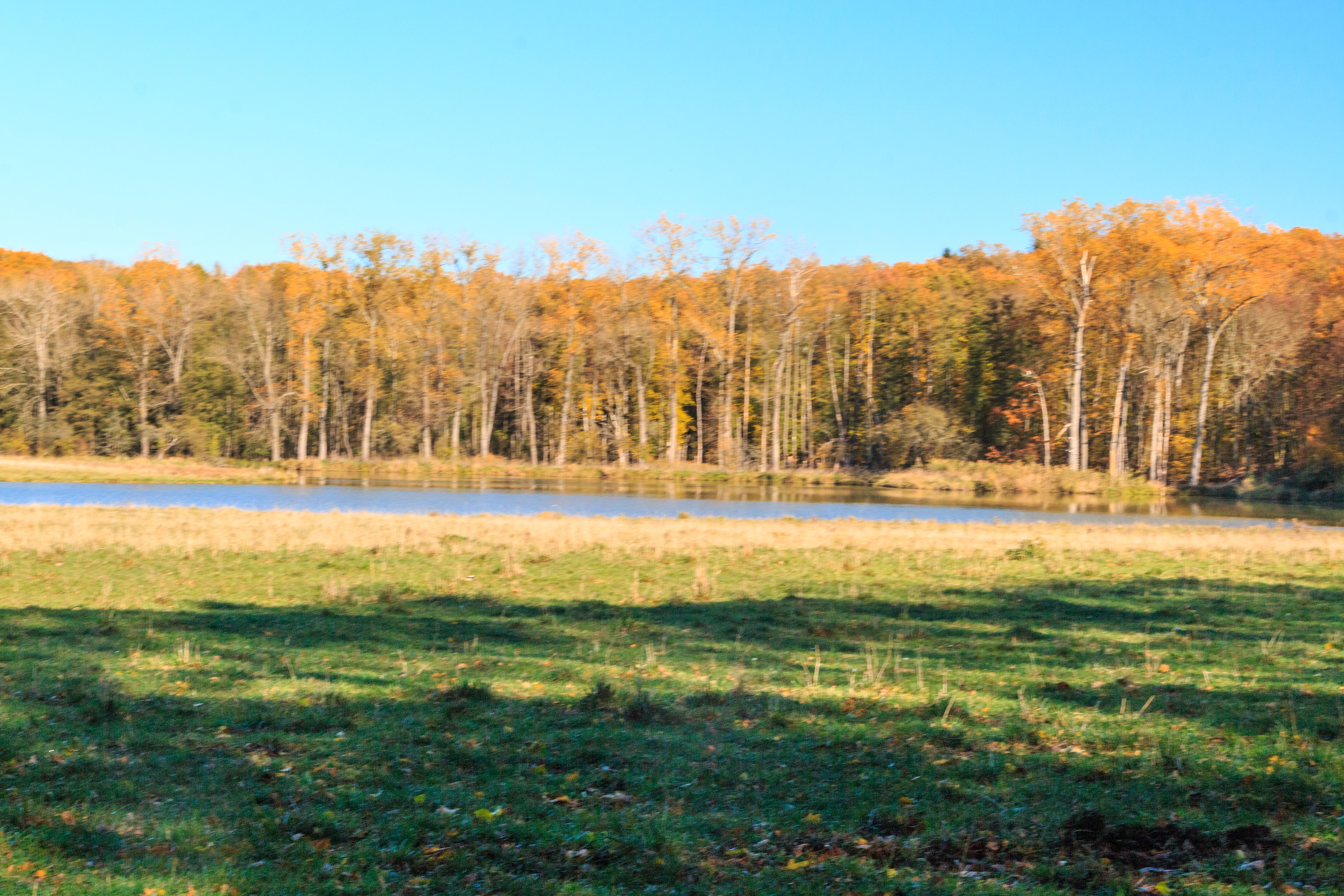
pohledy na nové rybníky u Hasiny
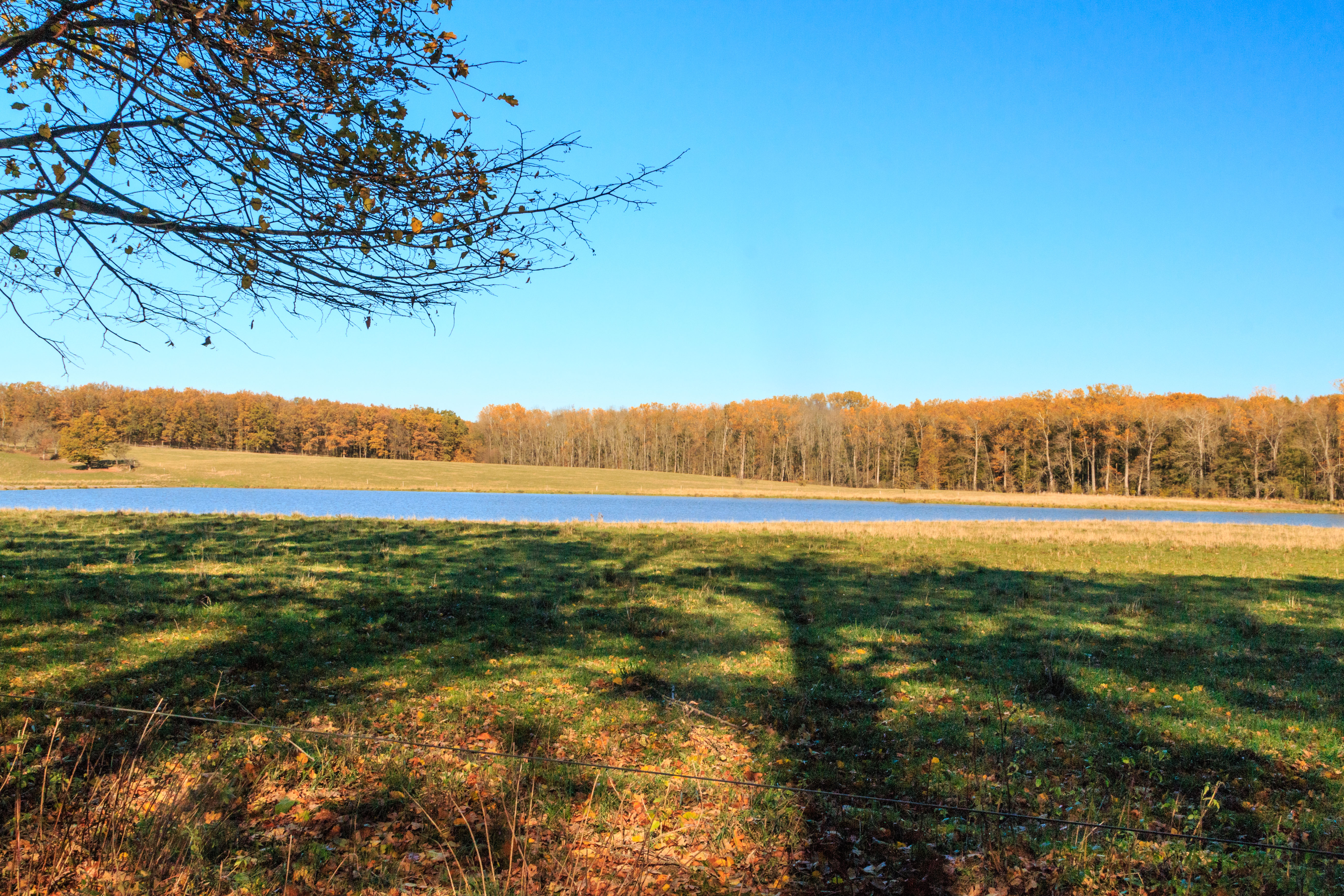
pohledy na nové rybníky u Hasiny
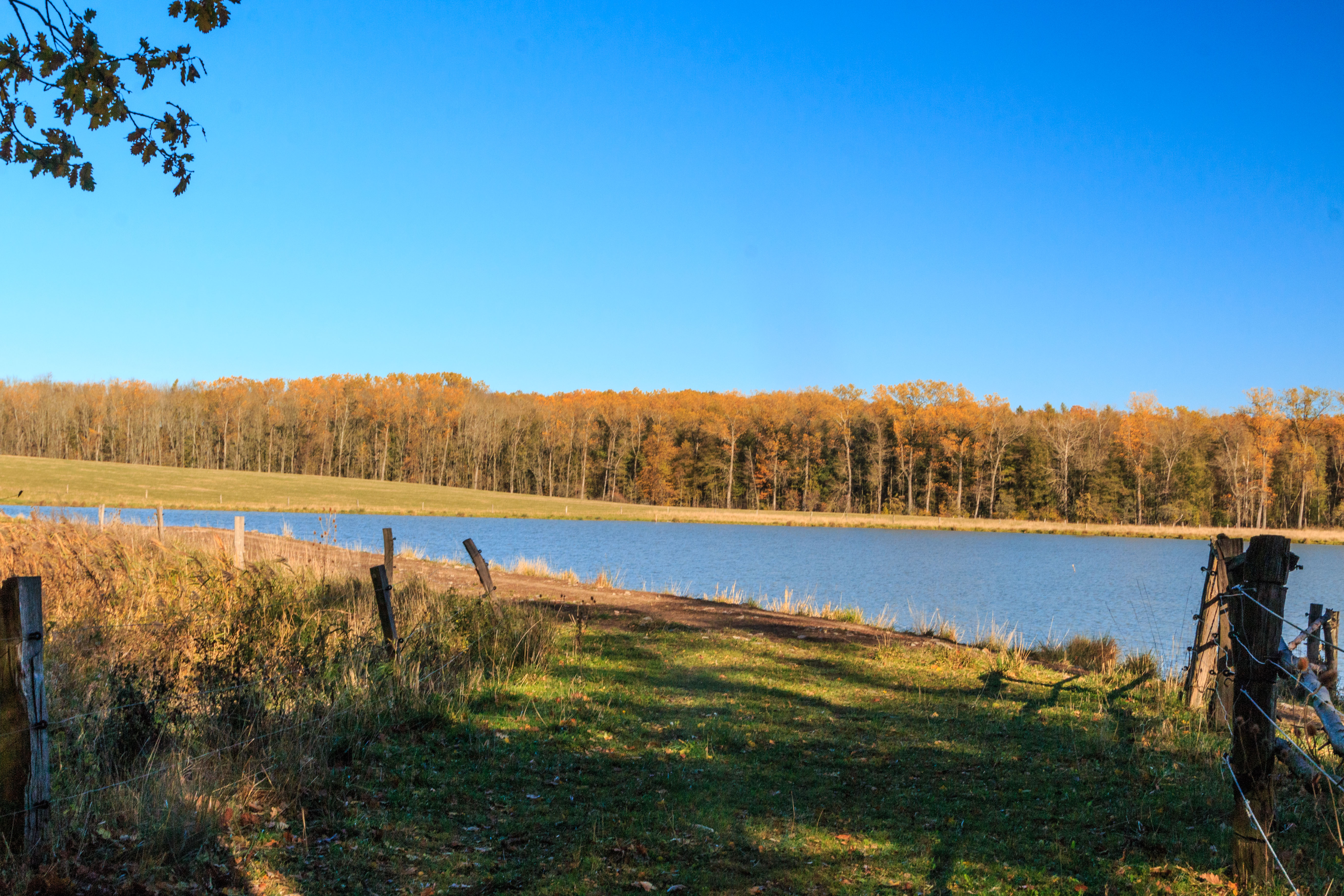
pohledy na nové rybníky u Hasiny
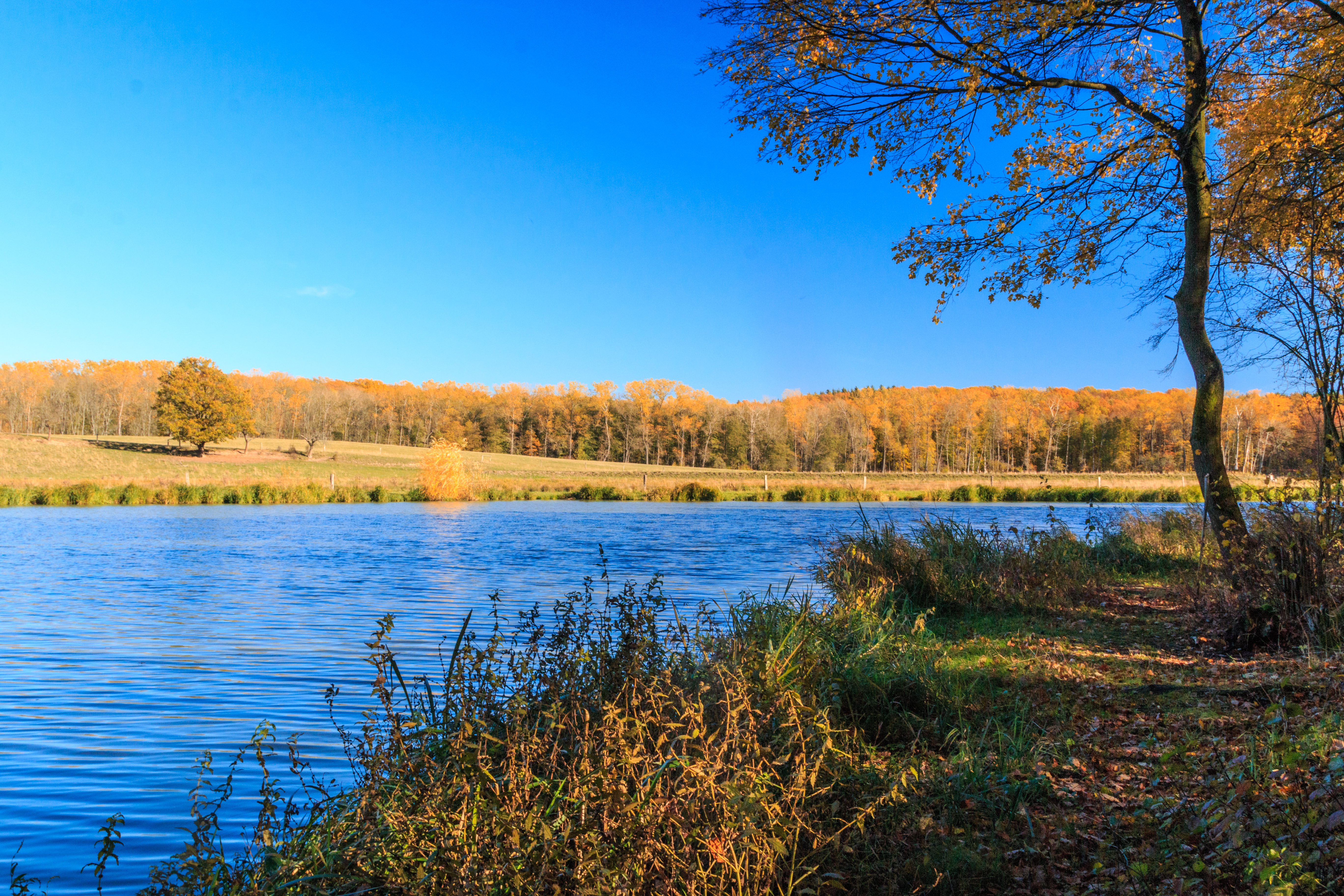
pohledy na nové rybníky u Hasiny
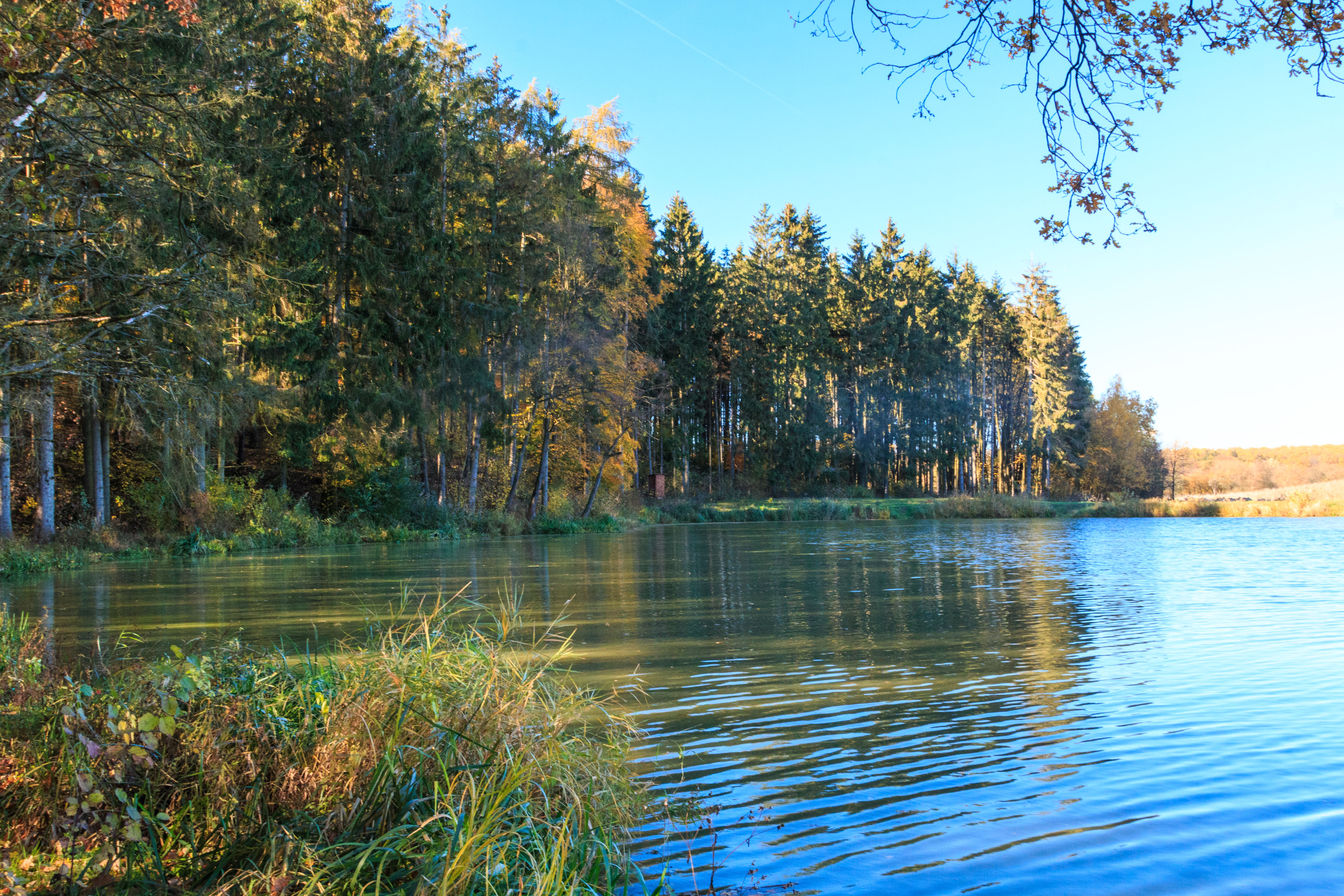
pohledy na nové rybníky u Hasiny
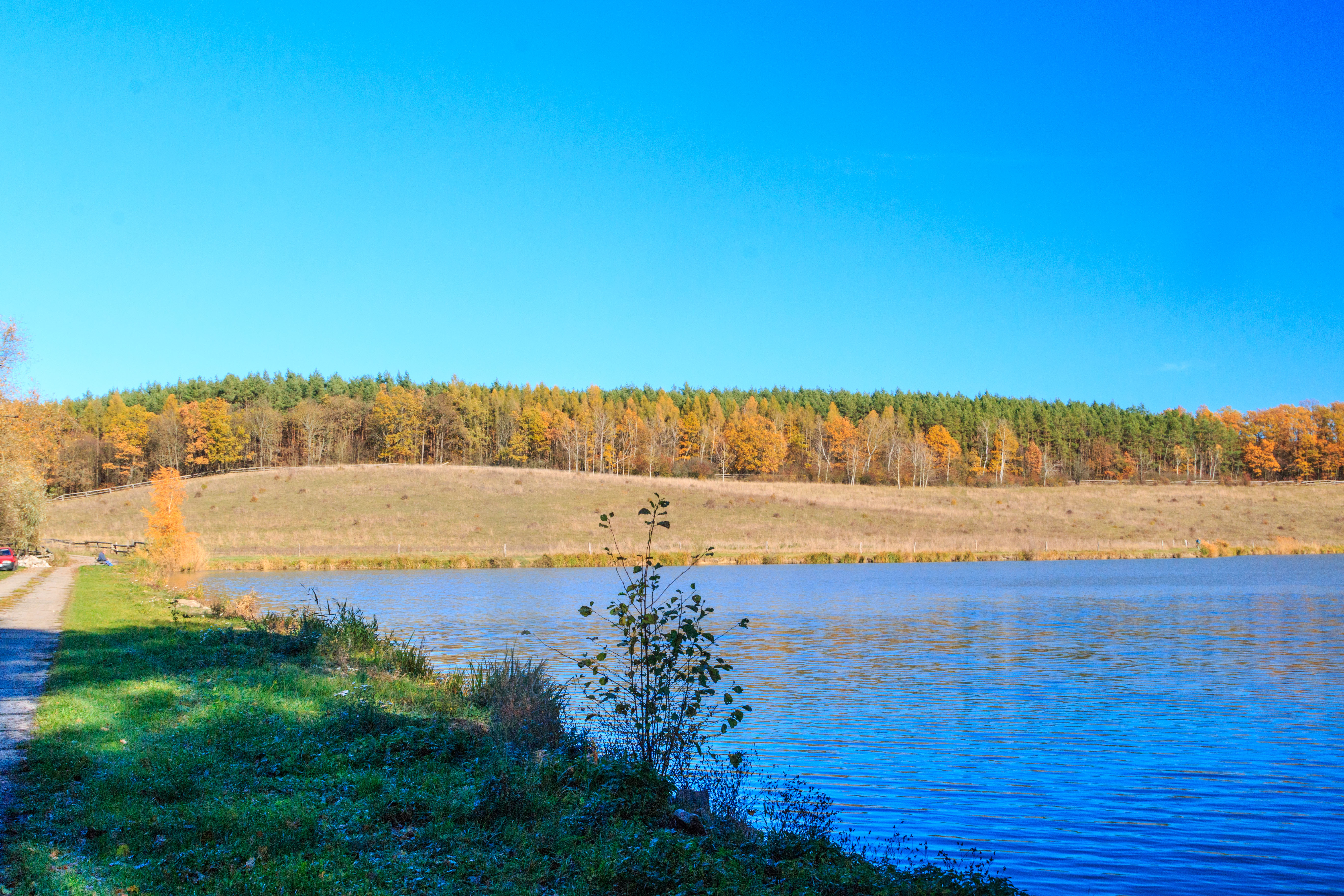
pohledy na nové rybníky u Hasiny